# 入来温泉
入来温泉（いりきおんせん）は、鹿児島県薩摩川内市入来町副田にある温泉。副田温泉と表記される場合もある。 

## 歴史
南北朝時代の建徳二年（1371年）に「副田湯」として記録が残っている。その後「ゆかわち（湯川内）」として記録され、江戸時代中頃の天保年間には「湯河内温泉を世俗に入来温泉と称す」と記録されていたことから、この頃より入来温泉という名称が定着したと考えられる。当時は入来領主の経営する六温泉と湧湯二箇所が存在したが、明治以後に温泉は五つとなって村有となった。現在残る柴垣湯とあぜろ湯の二つの市営浴場は、いずれも江戸時代の六温泉にルーツを持ち、柴垣湯の名称は明治以降、あぜろ湯の名前も「網代湯」として江戸時代から記録されている。明治53年（1900年）に私営温泉が新設され、大正6年（1917年）からは入浴料をとる公営浴場が営業を開始し、昭和時代には私営の公衆浴場・亀の湯も新設された。

## 泉質
- 炭酸水素塩泉（低張性・中性・高温泉）
- 塩化物泉

　泉源により、泉質は異なる。　

## 温泉街
藺牟田池の西方に位置し、周囲には城跡や武家屋敷跡などが残っている。なお、同名を冠する入来温泉センターは藺牟田池の南方に位置しており、8kmほど離れている。
3軒の共同浴場（うち2軒は市営公衆浴場）と数軒の宿泊施設があり、過去に営業していた宿泊施設の跡地も残る。

## アクセス
- 鉄道・バス：JR九州新幹線・鹿児島本線・肥薩おれんじ鉄道線川内駅から市内横断シャトルバス東郷・祁答院コース祁答院支所行きで45分、鹿児島交通入来駅行きで55分、入来温泉口下車徒歩10分、あるいは柴垣湯前下車すぐ。
- 車：九州自動車道鹿児島北ICより国道3号国道328号を通り約30km